# Amata deflavata
Amata deflavata là một loài bướm đêm thuộc phân họ Arctiinae, họ Erebidae.